# Józef (Pop)
Józef, imię świeckie Ilie Pop (ur. 19 lutego 1966 w Vișeu de Jos) – rumuński duchowny prawosławny, od 1998 metropolita Zachodniej i Południowej Europy Patriarchatu Rumuńskiego.

## Biografia
W 19 października 1993 r. otrzymał święcenia diakonatu, a 26 października prezbiteratu. 15 marca 1998 r. otrzymał chirotonię biskupią. W czerwcu 2016 r. był członkiem delegacji Patriarchatu Rumuńskiego na Święty i Wielki Sobór Kościoła Prawosławnego.